# Campeonato Baiano de 1967
El Campeonato Baiano de 1967 fue la 63.ª edición de la competición de fútbol en el estado brasileño Bahía, y el equipo Esporte Clube Bahia ganó en los penaltis por 7x6.

## Participantes
| Equipo                | Ciudad               |
| --------------------- | -------------------- |
| Bahia                 | Salvador             |
| Bahia de Feira        | Feira de Santana     |
| Botafogo de Salvador  | Salvador             |
| Colo Colo             | Ilhéus               |
| Vitória da Conquista  | Vitória da Conquista |
| Flamengo de Guanambi  | Ilhéus               |
| Fluminense de Feira   | Feira de Santana     |
| Galícia               | Salvador             |
| Itabuna               | Itabuna              |
| Leônico               | Salvador             |
| São Cristóvão         | Salvador             |
| Vitória               | Salvador             |
| Vitória Esporte Clube | Ilhéus               |
| Ypiranga              | Salvador             |